# Fairfield (Oklahoma)
Fairfield es un lugar designado por el censo (en inglés, census-designated place, CDP) ubicado en el condado de Adair, Oklahoma, Estados Unidos. Según el censo de 2020, tiene una población de 626 habitantes.
Forma parte de la llamada Nación Cherokee, una zona habitada mayoritariamente por indígenas de dicha tribu.

## Geografía
La localidad está ubicada en las coordenadas 35°50′15″N 94°36′30″O / 35.83750, -94.60833. Según la Oficina del Censo de los Estados Unidos, Fairfield tiene una superficie total de 12.89 km², de la cual 12.85 km² corresponden a tierra firme y 0.04 km² es agua.

## Demografía
Según el censo de 2020, hay 626 personas residiendo en Fairfield. La densidad de población es de 48.72 hab./km². El 52.24% son amerindios, el 28.91% son blancos, el 3.19% son de otras razas y el 15.66% son de una mezcla de razas. Del total de la población, el 8.79% son hispanos o latinos de cualquier raza.